# Rajon Ochtyrka
Der Rajon Ochtyrka (ukrainisch Охтирський район Ochtyrskyj rajon; russisch Ахтырский район Achtyrski rajon) ist ein ukrainischer Rajon mit etwa 120.000 Einwohnern. Er liegt in der Oblast Sumy und hat eine Fläche von 3197 km², der Verwaltungssitz befindet sich in der namensgebenden Stadt Ochtyrka.

## Geographie
Der Rajon liegt im Südosten der Oblast Sumy und grenzt im Norden an den Rajon Sumy, im Osten an den Russland Russland (Oblast Belgorod, Rajon Graiworon), im Südosten an den Rajon Bohoduchiw (in der Oblast Charkiw gelegen), im Südwesten an den Rajon Poltawa (in der Oblast Poltawa gelegen) sowie im Nordwesten an den Rajon Myrhorod (Oblast Poltawa).

## Geschichte
Der Rajon wurde am 7. März 1923 gegründet, seit 1991 ist er Teil der heutigen Ukraine. Am 17. Juli 2020 kam es im Zuge einer großen Rajonsreform zur Auflösung des alten Rajons und einer Neugründung unter Vergrößerung des Rajonsgebietes um die Rajone Trostjanez und Welyka Pyssariwka sowie der bis dahin unter Oblastverwaltung stehenden Stadt Ochtyrka.

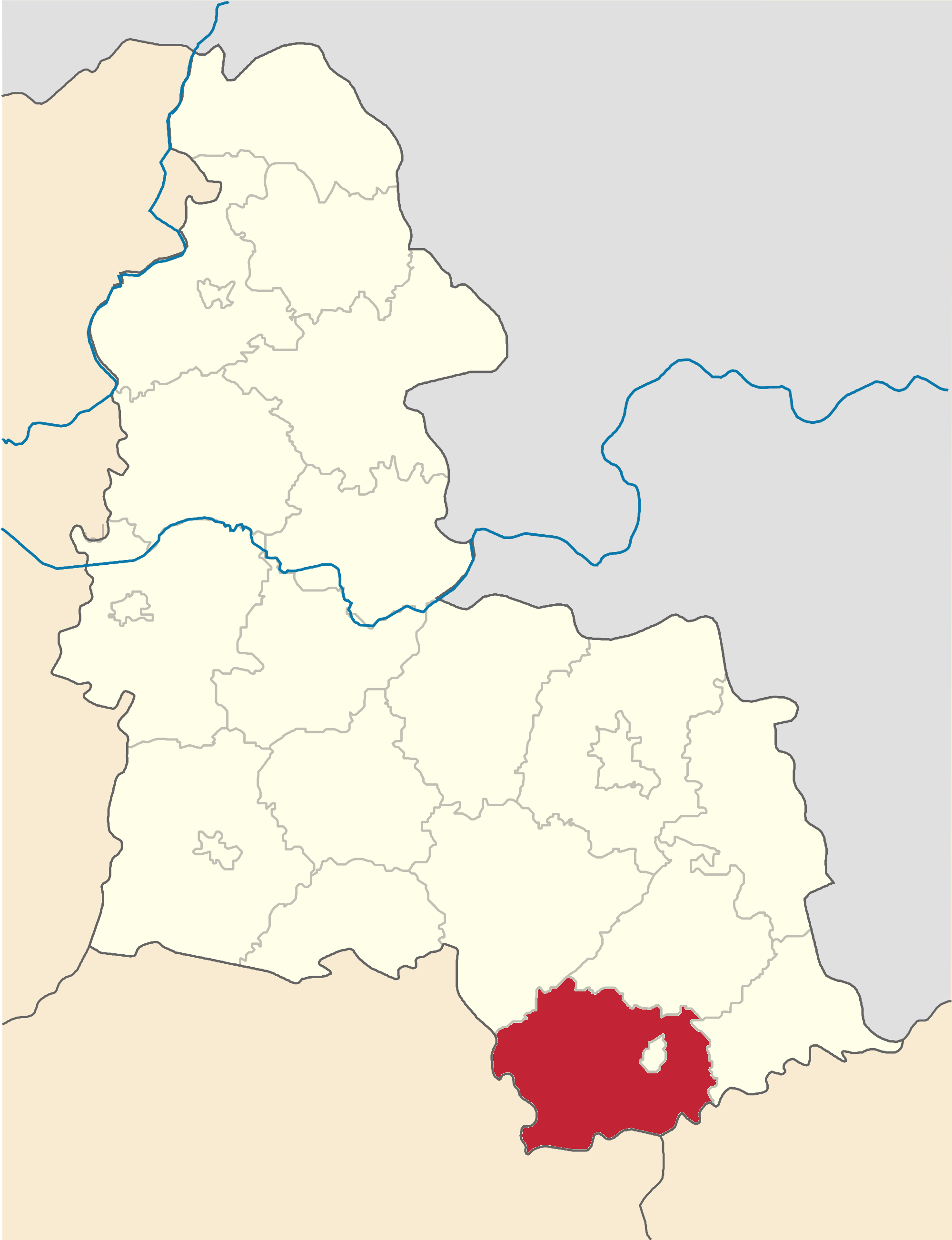
Rajon Ochtyrka bis Juli 2020
Rajonsgebiet ab Juli 2020

## Administrative Gliederung
Auf kommunaler Ebene ist der Rajon in 9 Hromadas (2 Stadtgemeinden, 3 Siedlungsgemeinde und 4 Landgemeinden) unterteilt, denen jeweils einzelne Ortschaften untergeordnet sind.
Zum Verwaltungsgebiet gehören:
- 2 Städte
- 3 Siedlung städtischen Typs
- 178 Dörfer
- 2 Ansiedlungen

Die Hromadas sind im Einzelnen:
- Stadtgemeinde Ochtyrka
- Stadtgemeinde Trostjanez
- Siedlungsgemeinde Kyrykiwka
- Siedlungsgemeinde Tschupachiwka
- Siedlungsgemeinde Welyka Pyssariwka
- Landgemeinde Boromlja
- Landgemeinde Hrun
- Landgemeinde Komyschi
- Landgemeinde Tschernetschtschyna